# Condado de Otsego (Míchigan)
El condado de Otsego (en inglés: Otsego County), fundado en 1875, es un condado del estado estadounidense de Míchigan. En el año 2000 tenía una población de 23.301 habitantes con una densidad de población de 17 personas por km². La sede del condado es Gaylord.

## Geografía
Según la oficina del censo el condado tiene una superficie total de 1362 km² (525,9 mi²), de los que 1334 km² (515,1 mi²) son tierra y 28 km² (10,8 mi²) (2,17%) son agua. En este condado hay unos 370 lagos y varios glaciares.

### Condados adyacentes
- Condado de Cheboygan - norte
- Condado de Montmorency - este
- Condado de Oscoda - sureste
- Condado de Crawford - sur
- Condado de Kalkaska - suroeste
- Condado de Antrim - oeste
- Condado de Charlevoix - noroeste

### Transporte
El aeropuerto regional de Gaylord se encarga del transporte aéreo.

#### Principales carreteras y autopistas
- Interestatal 75
- Interestatal 75
- Carretera estatal 32
- Carretera estatal C-38
- Carretera estatal C-42
- Carretera estatal F-01
- Carretera estatal F-38
- Carretera estatal F-42
- Carretera estatal F-97

## Demografía
Según el censo del 2000 la renta per cápita media de los habitantes del condado era de 40.876 dólares y el ingreso medio de una familia era de 46.628 dólares. En el año 2000 los hombres tenían unos ingresos anuales 34.413 dólares frente a los 21.204 dólares que percibían las mujeres. El ingreso por habitante era de 19.810 dólares y alrededor de un 6,80% de la población estaba bajo el umbral de pobreza nacional.

## Lugares

### Ciudades
- Gaylord

### Villas
- Vanderbilt

### Comunidades no incorporadas
- Arbutus Beach
- Elmira
- Eyedylwild Beach
- Johannesburg
- Oak Grove
- Otsego Lake
- Sparr
- Waters

### Municipios
| - Municipio de Bagley - Municipio de Charlton - Municipio de Chester | - Municipio de Corwith - Municipio de Dover - Municipio de Elmira | - Municipio de Hayes - Municipio de Livingston - Municipio de Otsego Lake |